# Новиков, Игорь Александрович
Игорь Александрович Новиков (19 октября 1929, Дрезна, Орехово-Зуевский район, Московская область, РСФСР, СССР — 30 августа 2007, Санкт-Петербург, Россия) —советский пятиборец, двукратный Олимпийский чемпион (1956 и 1964), 9-кратный чемпион мира, 4-кратный чемпион СССР в личном первенстве, заслуженный мастер спорта СССР (1957), заслуженный тренер СССР (1968), заслуженный деятель физической культуры и спорта Армянской ССР (1969), президент Международного союза современного пятиборья и биатлона (1988—1992).
Награждён орденом «Трудового Красного Знамени», двумя медалями «За трудовую доблесть».

## Биография
Игорь Новиков начал заниматься плаванием в возрасте 10 лет в Ереване, куда его семья переехала в 1934 году. Выступал за «Динамо» (Ереван).
После победы в 1951 году на чемпионате СССР по многоборью ГТО, был включен в состав сборной СССР по пятиборью. На Олимпийских играх в Хельсинки сборная СССР стала пятой, а Новиков занял 4-е место в личном зачете. В 1956 году на Олимпийских играх в Мельбурне Новиков в составе сборной СССР завоевывал титул олимпийского чемпиона, а в 1957, 1958, 1959 и 1961 годах побеждал на чемпионатах мира в личном и в командном зачете. В 1964 году на Олимпийских играх в Токио выиграл вторую золотую олимпийскую медаль в составе сборной СССР и серебряную медаль в личном зачете.
В течение 14 лет был капитаном сборной СССР. После победы на чемпионате мира 1959 года в американском городе Херши за Новиковым закрепилось прозвище «армянский тигр», которое он получил от репортера местной газеты. Русским сыном армянского народа стал называться после правительственного приема и награждения героев токийской Олимпиады в Москве. Этот случай вошёл в фильм «Здравствуй, это я», в котором, проходя мимо дома Новикова, их произносит Армен Джигарханян.
В 1974 году издательством «Молодая гвардия» была издана стотысячным тиражом первая книга Игоря Новикова — «Пять дней и вся жизнь». В конкурсе спортивной литературы года она заняла первое место.
В 1965 году Новиков завершил спортивную карьеру и перешёл на тренерскую работу, возглавив «Школу юных пятиборцев» в Ереване, потом юношескую сборную СССР по пятиборью. С 1969 по 1984 год работал заместителем председателя Спорткомитета Армянской ССР, а в 1977—1991 годах был президентом Федерации современного пятиборья СССР. Международный союз современного пятиборья и биатлона (УИПМБ) за заслуги в спорте наградил его почетной золотой медалью. Он был избран в административный совет и технический комитет этого международного союза, затем стал его первым вице-президентом (1972) и, наконец, с 1988 по 1992 президентом Международного союза современного пятиборья и биатлона, а с 1993 года его почётным президентом, став первым гражданином Армении, возглавившим международный спортивный союз.
С декабря 1993 года проживал в Санкт-Петербурге, где скоропостижно скончался в 2007 году.

Могила Новикова на Серафимовском кладбище Санкт-Петербурга.

Незадолго до смерти Новиков написал вторую книгу — «Тринадцать стартов», которая была издана в Санкт-Петербурге.
Член КПСС с 1958 года.

## Достижения
- Принимал участие в четырёх Олимпийских играх (1952, 1956, 1960 и 1964 годов). Обладатель 4-х олимпийских наград. Двукратный Олимпийский чемпион (1956, 1964) и серебряный медалист (1960) в командном зачете, серебряный призёр в личном первенстве (1964).
- 9-кратный Чемпион мира по современному пятиборью в личном и командном первенстве.
- 3-кратный Победитель Спартакиады народов СССР (1956, 1959) в личном первенстве и в командном зачете (1959 в составе сборной Армянской ССР).
- 6-кратный Чемпион СССР по современному пятиборью (4-кратный в личном первенстве и двукратный чемпион СССР в командном первенстве).
- 2-кратный победитель командного чемпионата СССР (1961) в личном и командном первенстве.
- Чемпион СССР по многоборью ГТО (1951).
- Награждён специальным призом журнала «Огонек» за успешное выступление на чемпионате мира по современному пятиборью 1961 года.
- «Мастер спорта СССР» по фехтованию (1959).

## Награды
- орден Трудового Красного Знамени (27.04.1957) — «за успехи, достигнутые в деле развития массового физкультурного движения в стране, повышения мастерства советских спортсменов, и успешное выступление на международных соревнованиях»
- Медаль «За трудовую доблесть» (16.09.1960) — за успешные выступления в XVII летних и VIII зимних Олимпийских играх 1960 года, а также за выдающиеся спортивные достижения[3]

## Олимпийские игры
- Олимпийские игры 1952 в Хельсинки 4 место в личном первенстве и 5 место в командном зачете.

Личное первенство. Итоговые результаты.
| Место | Спортсмен           | Возраст | место/очки | место/победы | место/результат | место/результат | место/результат | Сумма мест |
| 4     | Игорь Новиков (URS) | 22      | 24/95      | 13/25 побед  | 4/187           | 4/4.16,9        | 10/15.11,6      | 55         |

- Олимпийские игры 1956 в Мельбурне занял 4 место в личном первенстве и 1 место в командном зачете.

Личное первенство. Итоговые результаты.
| Место | Спортсмен           | Возраст | Конкур | Фехтование | Стрельба | Плавание    | Кросс        | Сумма очков |
| 4     | Игорь Новиков (URS) | 27      | 802,5  | 815        | 191      | 985/4.036,6 | 1192/13.56,3 | 4714,5      |

- Результаты по видам пятиборья.

 Верховая езда.
| Место | Спортсмен           | Время   | Очки  |
| ----- | ------------------- | ------- | ----- |
| 14.   | Игорь Новиков (URS) | 10.50,0 | 802,5 |

 Фехтование.
| Место | Спортсмен           | Победы | Поражения | Очки |
| ----- | ------------------- | ------ | --------- | ---- |
| 8.    | Игорь Новиков (URS) | 21     | 14        | 815  |

 Стрельба.
| Место | Спортсмен           | Результат | Очки |
| ----- | ------------------- | --------- | ---- |
| 2.    | Новиков Игорь (URS) | 191       | 920  |

 Плавание.
| Место | Спортсмен           | Результат | Очки |
| ----- | ------------------- | --------- | ---- |
| 6.    | Игорь Новиков (URS) | 4.03,6    | 985  |

 Кросс.
| Место | Спортсмен           | Результат | Очки |
| ----- | ------------------- | --------- | ---- |
| 4.    | Игорь Новиков (URS) | 13.56,3   | 1192 |